# Samba pa ti
Samba pa ti (letterlijke vertaling; Samba voor jou) is een single van Santana. Het is een van de instrumentale nummers op hun tweede album Abraxas uit 1970. Het was oorspronkelijk de B-kant van de single Oye Como Va uit 1971 en werd pas twee jaar later als A-kant uitgebracht. Carlos Santana was dan al het pad van de jazzrock opgegaan, om in 1975 terug te keren naar de vertrouwde latin rock. Samba pa ti is nog altijd een vast onderdeel van zijn live-repertoire.

## Hitnotering
Het werd een hitje in Nederland, België, Groot-Brittannië en Duitsland, waarschijnlijk de enige landen waar het plaatje uitgebracht werd.

### Nederlandse Top 40
| Hitnotering: week 46/1973 t/m 3/1974 | Hitnotering: week 46/1973 t/m 3/1974 | Hitnotering: week 46/1973 t/m 3/1974 | Hitnotering: week 46/1973 t/m 3/1974 | Hitnotering: week 46/1973 t/m 3/1974 | Hitnotering: week 46/1973 t/m 3/1974 | Hitnotering: week 46/1973 t/m 3/1974 | Hitnotering: week 46/1973 t/m 3/1974 | Hitnotering: week 46/1973 t/m 3/1974 | Hitnotering: week 46/1973 t/m 3/1974 | Hitnotering: week 46/1973 t/m 3/1974 | Hitnotering: week 46/1973 t/m 3/1974 |
| Week:                                | 1                                    | 2                                    | 3                                    | 4                                    | 5                                    | 6                                    | 7                                    | 8                                    | 9                                    | 10                                   |                                      |
| ------------------------------------ | ------------------------------------ | ------------------------------------ | ------------------------------------ | ------------------------------------ | ------------------------------------ | ------------------------------------ | ------------------------------------ | ------------------------------------ | ------------------------------------ | ------------------------------------ | ------------------------------------ |
| Positie:                             | 31                                   | 21                                   | 15                                   | 11                                   | 12                                   | 17                                   | 19                                   | 35                                   | 35                                   | 39                                   | uit                                  |

### NederlandseDaverende 30
| Hitnotering: 17-11-1973 t/m 11-1-1974 | Hitnotering: 17-11-1973 t/m 11-1-1974 | Hitnotering: 17-11-1973 t/m 11-1-1974 | Hitnotering: 17-11-1973 t/m 11-1-1974 | Hitnotering: 17-11-1973 t/m 11-1-1974 | Hitnotering: 17-11-1973 t/m 11-1-1974 | Hitnotering: 17-11-1973 t/m 11-1-1974 | Hitnotering: 17-11-1973 t/m 11-1-1974 | Hitnotering: 17-11-1973 t/m 11-1-1974 |
| Week:                                 | 1                                     | 2                                     | 3                                     | 4                                     | 5                                     | 6                                     | 7                                     |                                       |
| ------------------------------------- | ------------------------------------- | ------------------------------------- | ------------------------------------- | ------------------------------------- | ------------------------------------- | ------------------------------------- | ------------------------------------- | ------------------------------------- |
| Positie:                              | 30                                    | 23                                    | 15                                    | 14                                    | 11                                    | 17                                    | 22                                    | uit                                   |

### BelgischeBRT Top 30
Het haalde de Belgische hitparade niet.

### Britse Single Top 50
In Engeland verscheen de single Oye como va/ Samba pa ti in die jaren opnieuw en haalde toen voor het eerst de hitparade.
| Hitnotering: 28-09-1974 t/m 15-11-1974 | Hitnotering: 28-09-1974 t/m 15-11-1974 | Hitnotering: 28-09-1974 t/m 15-11-1974 | Hitnotering: 28-09-1974 t/m 15-11-1974 | Hitnotering: 28-09-1974 t/m 15-11-1974 | Hitnotering: 28-09-1974 t/m 15-11-1974 | Hitnotering: 28-09-1974 t/m 15-11-1974 | Hitnotering: 28-09-1974 t/m 15-11-1974 | Hitnotering: 28-09-1974 t/m 15-11-1974 |
| Week:                                  | 1                                      | 2                                      | 3                                      | 4                                      | 5                                      | 6                                      | 7                                      |                                        |
| -------------------------------------- | -------------------------------------- | -------------------------------------- | -------------------------------------- | -------------------------------------- | -------------------------------------- | -------------------------------------- | -------------------------------------- | -------------------------------------- |
| Positie:                               | 42                                     | 37                                     | 27                                     | 27                                     | 27                                     | 33                                     | 47                                     | uit                                    |

### NPO Radio 2 Top 2000
| Nummer met noteringen in de NPO Radio 2 Top 2000 | '99 | '00 | '01 | '02 | '03 | '04 | '05 | '06 | '07 | '08 | '09 | '10 | '11 | '12 | '13 | '14 | '15 | '16 | '17 | '18 | '19 | '20 | '21 | '22 | '23 | '24 |
| ------------------------------------------------ | --- | --- | --- | --- | --- | --- | --- | --- | --- | --- | --- | --- | --- | --- | --- | --- | --- | --- | --- | --- | --- | --- | --- | --- | --- | --- |
| Samba pa ti                                      | 127 | 150 | 153 | 176 | 188 | 177 | 182 | 184 | 257 | 182 | 161 | 154 | 221 | 276 | 295 | 216 | 273 | 196 | 236 | 423 | 436 | 489 | 508 | 610 | 613 | 688 |

1. ↑  Een vetgedrukt getal geeft de hoogste notering aan.

### Evergreen Top 1000
| Evergreen Top 1000 | Evergreen Top 1000 | Evergreen Top 1000 | Evergreen Top 1000 | Evergreen Top 1000 | Evergreen Top 1000 | Evergreen Top 1000 | Evergreen Top 1000 | Evergreen Top 1000 | Evergreen Top 1000 | Evergreen Top 1000 | Evergreen Top 1000 | Evergreen Top 1000 | Evergreen Top 1000 | Evergreen Top 1000 | Evergreen Top 1000 | Evergreen Top 1000 |
| Jaar               | 2008               | 2009               | 2010               | 2011               | 2012               | 2013               | 2014               | 2015               | 2016               | 2017               | 2018               | 2019               | 2020               | 2021               | 2022               | 2023               |
| ------------------ | ------------------ | ------------------ | ------------------ | ------------------ | ------------------ | ------------------ | ------------------ | ------------------ | ------------------ | ------------------ | ------------------ | ------------------ | ------------------ | ------------------ | ------------------ | ------------------ |
| Positie            | -                  | -                  | -                  | -                  | -                  | -                  | 308                | 245                | 419                | 229                | 192                | 240                | 194                | 140                | 156                | 203                |

## Coverversies
- José Feliciano en Angélique Kidjo namen coverversies op met toegevoegde zang.